# Damiano Pilot
Damiano Pilot (Roma, 22 maggio 1989) è un allenatore di pallacanestro italiano.

## Carriera
Con l'Eurobasket Roma ha allenato tutte le squadre minori, passando dall'Under-16 all'Under-18 d'Eccellenza ed è stato infine responsabile tecnico del settore giovanile. Ha fatto poi il salto in prima squadra in vista della Serie A2 2019-2020, prima come assistente allenatore e poi come head coach al posto dell'esonero di Massimo Maffezzoli avvenuto nel febbraio 2020. Nella successiva annata sportiva con la formazione capitolina ha conquistato un posto nei play-off in virtù del quarto posto in classifica nel girone rosso. Nella Serie A2 2021-2022 la sua squadra ha invece chiuso al decimo posto, centrando la salvezza diretta.
Nel giugno del 2022 ha firmato un contratto biennale con l'Allianz Pazienza San Severo, sempre in Serie A2. La formazione pugliese ha concluso il proprio girone all'undicesimo posto, piazzamento non sufficiente per evitare il girone salvezza e i successivi play-out che hanno condannato i gialloneri alla retrocessione.
Damiano Pilot ha cominciato la stagione 2023-2024 della Serie A2 2023-2024 come capo allenatore della Moncada Agrigento, ma il 1º gennaio 2023 è stato esonerato con un bilancio di cinque vittorie su diciassette partite di campionato fin lì disputate. Nel corso della stessa stagione, il 26 marzo 2024, è tuttavia tornato a guidare la squadra siciliana al posto dell'esonerato Marco Calvani, senza però riuscire a ottenere a fine campionato una salvezza diventata nel frattempo difficilissima.
Nel giugno 2024 è stato nominato primo assistente di Marcelo Nicola sulla panchina dello Scafati Basket in Serie A. Con l'esonero del tecnico argentino, arrivato il 2 dicembre dopo aver ottenuto tre vittorie nelle prime nove giornate, la dirigenza del club campano ha deciso di promuovere Pilot alla guida della squadra, dando così inizio alla sua prima parentesi personale da capo allenatore nella massima serie.